# كواراتا
كواراتا، (بالإنجليزية: Quarrata)‏، هي بلدية في مقاطعة بستويا، في إقليم توسكانا الإيطالي، وتقع على بعد حوالي 30 كم (19 ميل) غرب فلورنسا وحوالي 10 كيلومترات (6 ميل) جنوب بستويا.

## السكان
في سنة 1861 بلغ عدد السكان 8٬758 نسمة، وتطور العدد ليصل في سنة 2011 لـ 25٬378 نسمة.
يظهر هذا المخطط البياني تطور النمو السكاني لـ كواراتا

## توأمة
لكواراتا اتفاقيات توأمة مع كل من:
- بيت ساحور
- فاسلوي
- أغونيت

## أعلام
- بيانكو بيانكي